# Kim Wraae Knudsen
Kim Wraae Knudsen (19 settembre 1977) è un canoista danese, vincitore della medaglia d'argento nel K2 1000 m ai Giochi olimpici di Pechino 2008, in coppia con René Holten Poulsen.

## Palmarès
- Olimpiadi

Pechino 2008: argento nel K2 1000 m.
- Europei

Zagabria 2012: oro nel K4 1000m